# Port lotniczy Paamiut
Port lotniczy Paamiut (IATA: JFR, ICAO: BGPT) – port lotniczy położony w Paamiut, na Grenlandii.

## Linie lotnicze i połączenia
| Linia Lotnicza | Kierunek              |
| -------------- | --------------------- |
| Air Greenland  | 1. Narsarsuaq 2. Nuuk |